# Francis Lubbock
Francis Richard Lubbock (Beaufort, 16 ottobre 1815 – Austin, 22 giugno 1905) è stato un politico statunitense, governatore del Texas dal 1861 al 1863.

## Biografia
Lubbock nacque nel 1815 a Beaufort nella Carolina del Sud, e nel 1836 sì trasferì in Texas, dove venne nominato controllore dei conti pubblici dal presidente Sam Houston.

## Carriera politica
Nel 1857, Lubbock venne eletto vicegovernatore del Texas, come membro del partito democratico, ma fallì nella sua candidatura per la rielezione nel 1859. Dopo l'inizio della guerra di secessione americana nel 1861, Lubbock divenne governatore del Texas.
Durante il suo mandato, sostenne la coscrizione confederata, e lavorò per arruolare tutti gli uomini, inclusi gli stranieri, nell'esercito degli Stati confederati. Era noto per l'elogio alla Grande Impiccagione di Gainesville, dove nell'ottobre 1862, circa 42 sospetti unionisti furono condannati e impiccati da una "Corte dei cittadini" organizzata dalle truppe statali del Texas, ma non riconosciuta dalla legge statale.
Quando nel 1863 il suo mandato terminò si arruolò nell'esercito confederato. Ricoprì il ruolo di tenente colonnello, in servizio sotto il maggiore generale John B. Magruder e nel 1864 venne promosso al grado di aiutante di campo. In seguito al crollo militare della Confederazione, Lubbock fuggì da Richmond in Virginia, ma venne catturato dalle truppe dell'Unione in Georgia. Fu imprigionato per otto mesi a Fort Delaware con John Reagan e Jefferson Davis prima di venire rilasciato.
Al suo ritorno in Texas, Lubbock riprese le sue attività imprenditoriali a Houston e Galveston. Dal 1878 al 1891 servì come tesoriere dello stato del Texas.